# Ceropegia filicorona
Ceropegia filicorona är en oleanderväxtart som beskrevs av Masinde. Ceropegia filicorona ingår i släktet Ceropegia och familjen oleanderväxter. Inga underarter finns listade i Catalogue of Life.